# Weitergeh’n
Weitergeh'n ist ein Album der deutschen Rockgruppe Karat aus dem Jahr 2010. Es ist das erste Album der Band mit dem Sänger Claudius Dreilich und erschien anlässlich des 35-jährigen Bandjubiläums.

## Inhalt
Nach sieben Jahren legte Karat mit Weitergeh'n das erste Studioalbum seit dem 2003 erschienenen Licht und Schatten vor. Die kreative Pause resultierte aus den Umbrüchen in der Band zwischen 2003 und 2007: 2003 erkrankte der langjährige Sänger Herbert Dreilich an Krebs und verstarb Ende 2004. Ein Jahr später schob Dreilichs Witwe einen Rechtsstreit um den Namen Karat an, sodass die Gruppe den angestammten Namen von Anfang 2006 bis Mitte 2007 nicht nutzen konnte und stattdessen als K...! firmierte.
In Liedern wie Für dich, Steh wieder auf oder Weitergeh'n wurden ebendiese Entwicklungen und ihre Bewältigung thematisiert. 
Insgesamt überwiegen ruhige, balladeske Titel wie etwa Verloren, Nie zu weit, Für mich, Berlin oder Kleine Nachtmusik. Einige wenige rockige Akzente wurden mit den Titeln Steh wieder auf und Vorbei gesetzt. Mit So wie du, Willkommen im Club und Die Reise präsentierte sich Karat in einem neuen Klanggewand, indem sie sich stilistisch dem Swing, dem Blues und psychedelischen Elementen näherten. Ähnliches gilt für den Titelsong, der – für Karat eher ungewöhnlich – als massentaugliche Funk-Pop-Nummer angelegt ist.
Die beiden Bonustitel wurden bereits im Jahr 2006 auf einer Maxi-Single veröffentlicht; Melancholie war dabei das erste neue Lied der Bandbesetzung mit Claudius Dreilich. Der zweite Bonustitel Der letzte Countdown wurde als Widmung des Anfang 2010 verstorbenen Komponisten Franz Bartzsch, der ihn geschrieben hatte, mit auf das Album genommen.
Als Singles wurden die Titel Nie zu weit (2007, in einer alternativen Version), Weitergeh'n (März 2010), Berlin (Oktober 2010) und So wie Du (Juli 2012) ausgekoppelt. Alle Singles wurden nur als Radio-Promos herausgegeben.
Als Gastmusiker wirkten Gisbert Piatkowski an der Gitarre und Produzent André Kuntze am Keyboard mit.

## Besetzung
- Claudius Dreilich (Gesang)
- Martin Becker (Keyboards)
- Bernd Römer (Gitarre)
- Michael Schwandt (Schlagzeug, Perkussion)
- Christian Liebig (Bassgitarre)

## Titelliste
1. Steh wieder auf (Becker/Becker, Peltner) (2:47)
2. So wie du (Becker/Becker, Peltner) (3:14)
3. Für dich (Becker/Becker) (3:01)
4. Vorbei (Becker/Liebig) (3:42)
5. Willkommen im Club (Becker/Becker) (3:18)
6. Verloren (Dreilich/Liebig) (3:26)
7. Weitergeh'n (Becker/Becker, Peltner) (3:57)
8. Die Reise (Becker/Becker, Peltner) (3:36)
9. Nie zu weit (Becker/Becker) (3:07)
10. Für mich (Dreilich/Dreilich) (3:59)
11. Berlin (Dreilich/Kaiser, Gehrke) (3:09)
12. Sommerzeit (Dreilich/Becker, Peltner) (2:44)
13. Kleine Nachtmusik (Dreilich/Dreilich) (2:37)

Bonustracks:
1. Melancholie (Neumann/Neumann) (2:53)
2. Der letzte Countdown (Bartzsch/Stanzius) (3:42)